# Apołłon Majkow
Apołłon Nikołajewicz Majkow (ros. Аполло́н Никола́евич Ма́йков, ur. 4 czerwca 1821 w Moskwie, zm. 20 marca 1897 w Petersburgu) – rosyjski poeta.
Był bratem Waleriana, także poety. Należał do kręgu tzw. apologików - poetów kultywujących wątki miłosne, opublikował zbiór wierszy Oczerki Rima (1847). Napisał poematy powstałe pod wpływem "naturalnej szkoły" - Dwie sud'by (1845), Maszeńka (1846) i wiele stylizacji poetyckich, uprawiał również lirykę religijno-filozoficzną i pejzażową. Był zwolennikiem słowianofilstwa i panslawizmu, interesował się poezją słowiańską - przełożył m.in. Sonety krymskie Mickiewicza. Był również autorem tłumaczeń utworów Heinego, Goethego i Longfellowa.